# 대운하 (모네)
대운하(Le Grand Canal)는 프랑스의 인상파 화가 클로드 모네 (1840년~1926년)가 그린 1908년 유화 작품이다. 이 작품은 이탈리아 베네치아의 대운하 (카날 그란데)를 따라 살루테 성당을 바라보는 풍경을 그린 여섯 점의 그림 중 하나이다.
이 대운하 연작은 1908년 베네치아를 방문할 당시 모네가 그렸던 베네치아 풍경화 중 하나로, 학계에서는 이 때 즈음을 모네의 최전성기로 여기고 있다. 이들 그림은 야외에서 즉석으로 그리는 사생화로 시작되어 프랑스의 아틀리에에서 완성되었다. 이 그림은 베네치아 대운하의 고전적인 풍경을 그린 것으로, 여행 중 머물렀던 바르바로궁에서 바라본, 베네치아의 끊임없이 변화하는 풍경을 포착하려던 시도에 해당된다.
2015년 소더비 경매에서 3,500만 달러의 낙찰가로 판매되었다. 당시 소더비는 이 그림이 '가장 유명한 베네치아 그림'이라 소개하였다. 이전 소유주는 미국의 설탕재벌이자 미술 수집가였던 헌트 헨더슨 (Hunt Henderson)의 개인 소장품이었다. 현재 미국 보스턴 미술관에 소장되어 있다.

## 역사
1908년 가을 모네가 베네치아를 여행하던 중에 그린 것이다. 그 해로 나이가 68세에 달했던 모네는 미국인 여성인 메리 영 헌터 (Mary Young Hunter)의 초대를 받고 베네치아의 바르바로궁을 방문하였다. 헌터는 모네의 아내 알리스 오슈데의 친구였으며, 모네 부부를 위해 궁전을 직접 대여하였다. 모네는 처음에는 별로 관심이 없었지만 여행을 하기로 결심하고, 아내와 함께 10월 1일 이탈리아에 도착했다.
모네는 베네치아의 대운하 (카날 그란데)에서 하루 중 다른 시간대에 똑같은 모티브를 그린 일련의 작품을 완성하였다. 모네는 시간마다 달라지는 다양한 조명으로 같은 소재의 면모가 어떻게 변화하는지를 연구하는 습관이 있었으며, 그간의 경험을 되짚어도 수련 연작, 포플러나무 연작, 루앙 대성당 연작, 건초더미 연작, 채링크로스 다리 연작 등으로 익숙해져 있었다. 모네는 10월부터 12월까지 이탈리아에 3개월간 체류하면서 베네치아의 풍경을 담은 작품 37점을 그렸는데, 본 그림에서 소재로 삼은 대운하 그림도 5점이 더 있다.

## 상세
베네치아 바르바로 궁전에서 바라본 운하의 풍경을 묘사하고 있다. 모네의 연작은 그전까지의 많은 유명 예술가들이 그린 주제에 대한 새로운 접근법을 제시하였다. 대운하 연작의 경우 오랜 도시에 비치는 빛을 회화적으로 탐구한 작품이다. 모네는 물과 주변 환경에 빛이 변화함에 따라 모티브의 모습이 어떻게 변하는지의 감각을 포착하였다.
모네는 운하 반대편에 있는 건물의 균형을 맞추기 위해 선박용 결박기둥을 그려넣었다. 그림 중앙에는 바로크 건축으로 된 산타 마리아 델라 살루테 교회의 형상이 두드러진다. 모네는 흔히 알려진 베니스의 전경이나 광경보다 물 위의 빛을 포착하는 데 더 관심이 있었을 것으로 보인다. 이와 더불어 모네는 도시의 주민과 관광객을 그리는 것을 의도적으로 피했다. 작품 속 사람이 없는 모습은 이 세상이 아닌 듯한 느낌을 준다.

상술한 바처럼 모네는 같은 소재의 그림을 여러 번 그렸는데 그 목록은 다음과 같다.

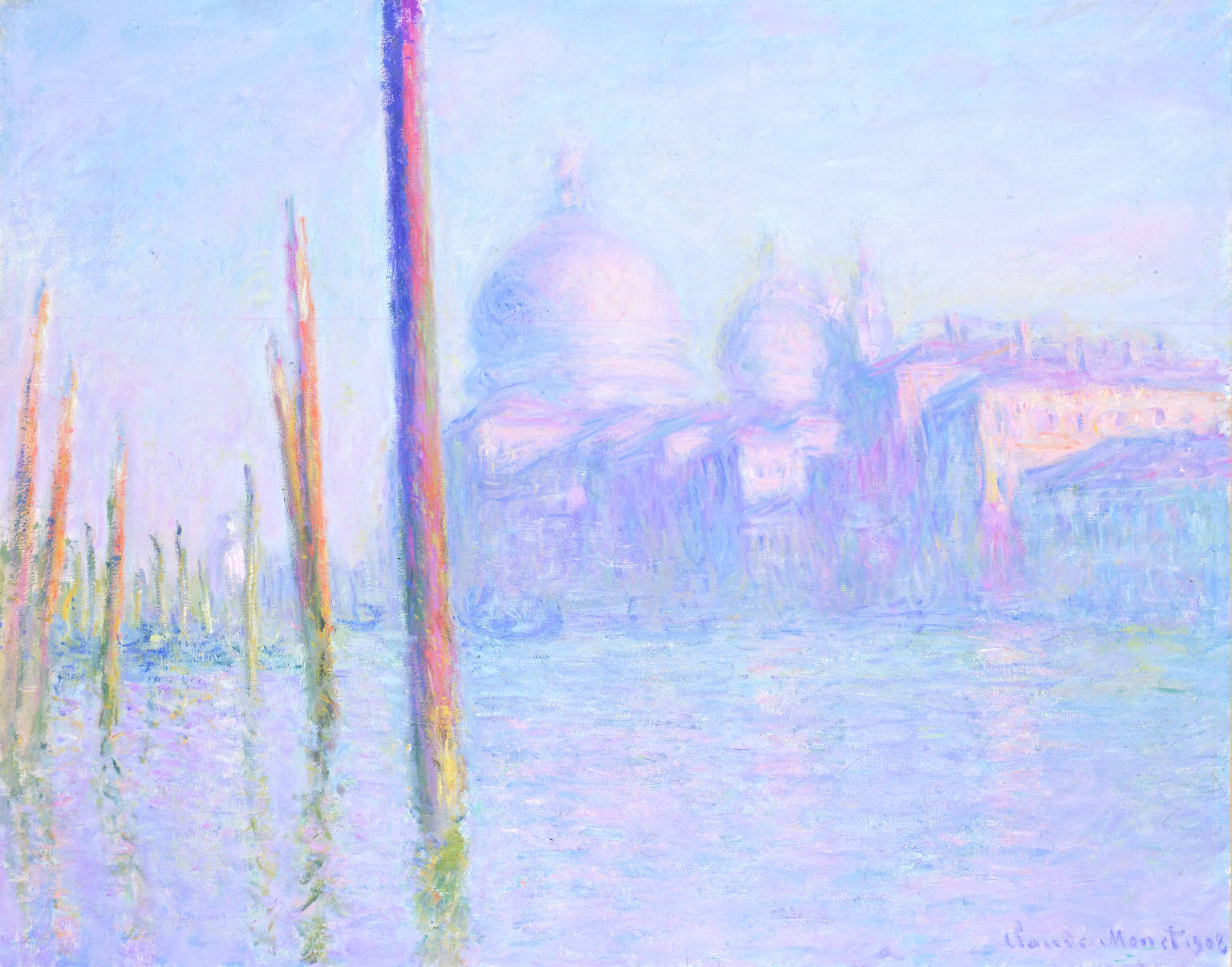
대운하 (W 1736) - 샌프란시스코 미술관 소장
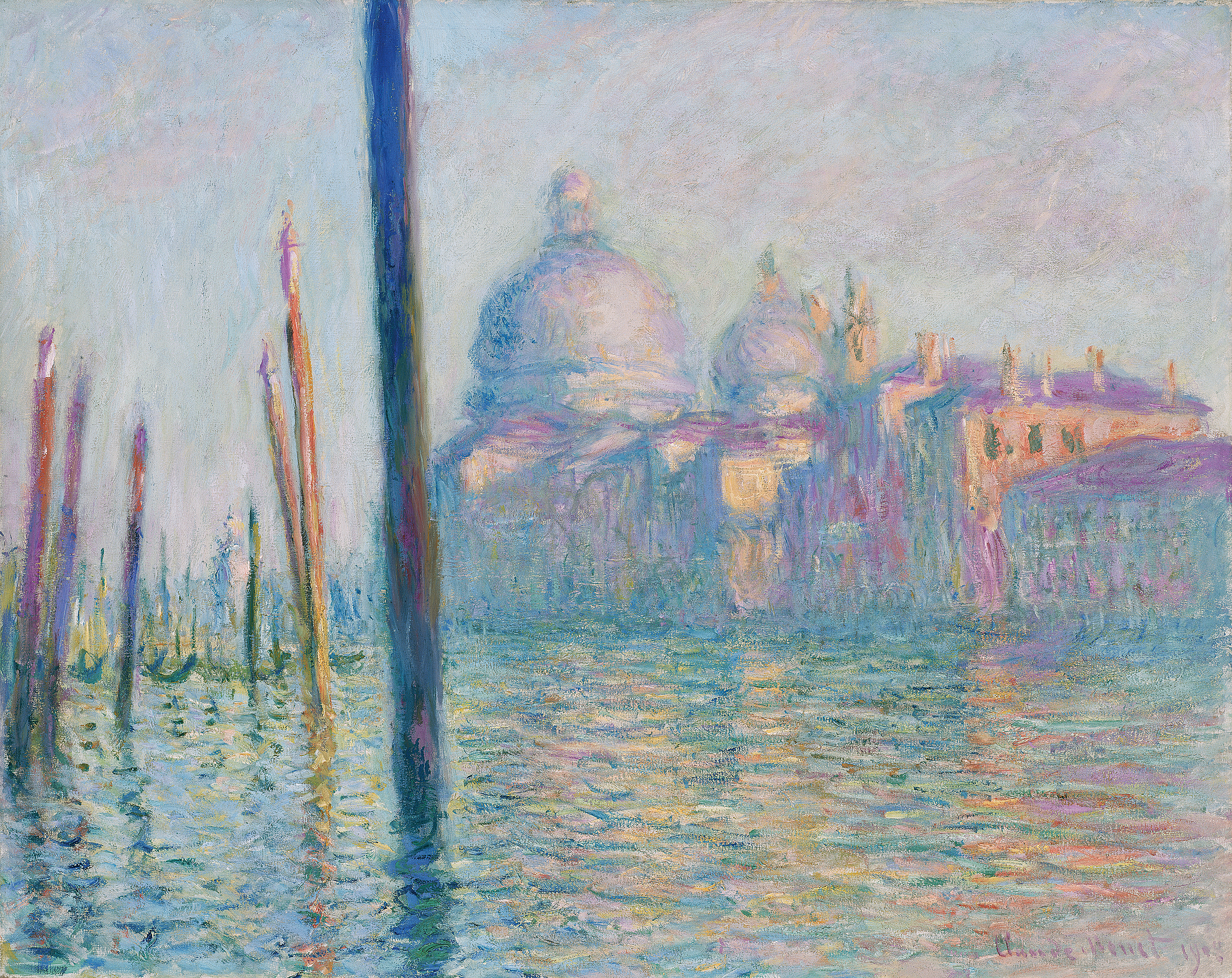
대운하 - (W.1737)
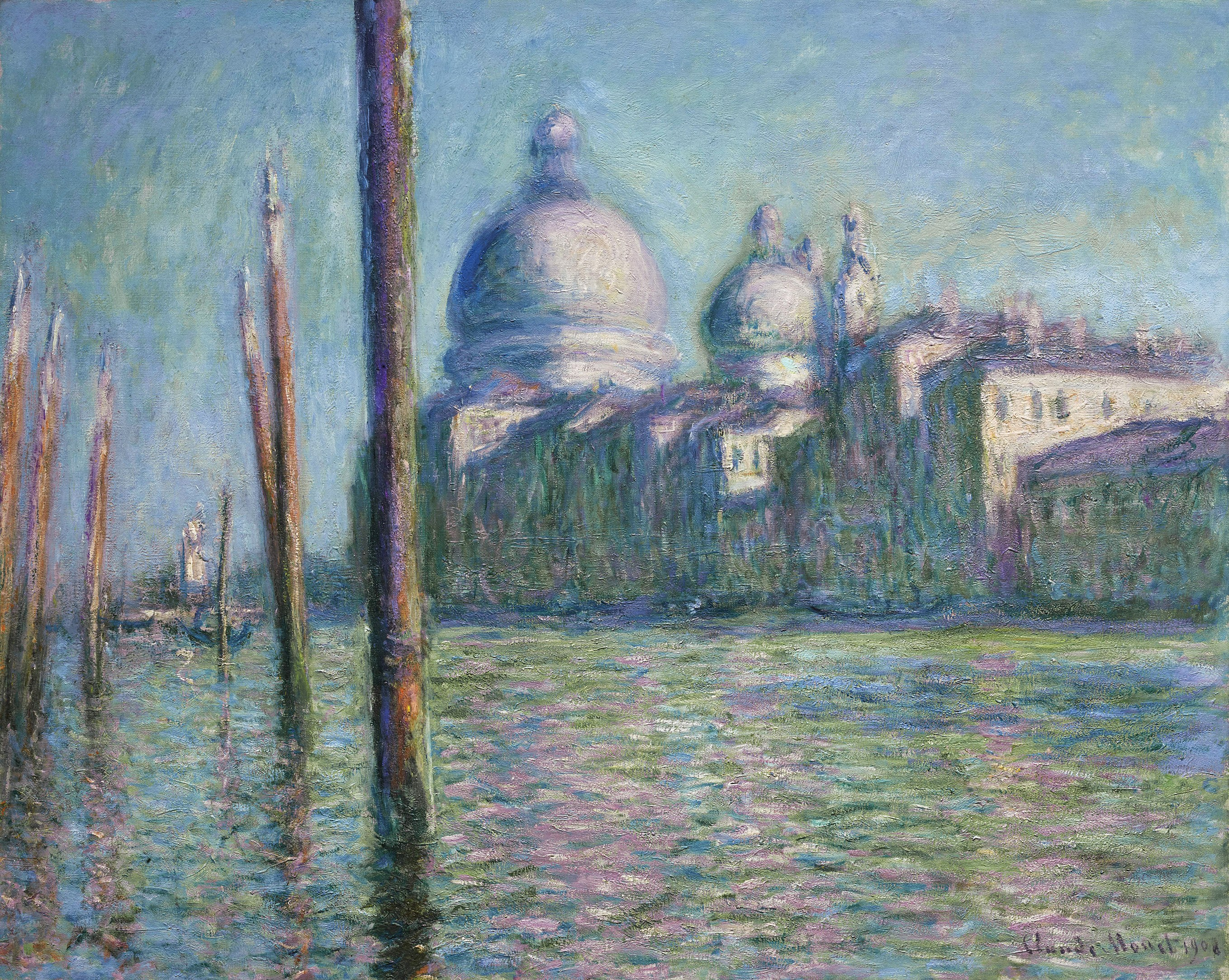
대운하 - 나흐마드 컬렉션(W 1739)
대운하와 산타 마리아 델라 살루테 (W 1740)
대운하 (W 1741)

## 같이 보기
- 클로드 모네의 작품 목록